# PINLYP
PINLYP (англ. Phospholipase A2 inhibitor and LY6/PLAUR domain containing) – білок, який кодується однойменним геном, розташованим у людей на довгому плечі 19-ї хромосоми. Довжина поліпептидного ланцюга білка становить 204 амінокислот, а молекулярна маса — 21 926.
| 10         |  | 20         |  | 30         |  | 40         |  | 50         |
| ---------- |  | ---------- |  | ---------- |  | ---------- |  | ---------- |
| MRLSRRPETF |  | LLAFVLLCTL |  | LGLGCPLHCE |  | ICTAAGSRCH |  | GQMKTCSSDK |
| DTCVLLVGKA |  | TSKGKELVHT |  | YKGCIRSQDC |  | YSGVISTTMG |  | PKDHMVTSSF |
| CCQSDGCNSA |  | FLSVPLTNLT |  | ENGLMCPACT |  | ASFRDKCMGP |  | MTHCTGKENH |
| CVSLSGHVQA |  | GIFKPRFAMR |  | GCATESMCFT |  | KPGAEVPTGT |  | NVLFLHHIEC |
| THSP       |  |            |  |            |  |            |  |            |

A: Аланін

C: Цистеїн

D: Аспарагінова кислота

E: Глутамінова кислота

F: Фенілаланін

G: Гліцин

H: Гістидин

I: Ізолейцин

K: Лізин

L: Лейцин

M: Метіонін

N: Аспарагін

P: Пролін

Q: Глутамін

R: Аргінін

S: Серин

T: Треонін

V: Валін

Задіяний у такому біологічному процесі, як альтернативний сплайсинг. 
Секретований назовні.